# Heteropogon succinctus
Heteropogon succinctus là một loài ruồi trong họ Asilidae. Heteropogon succinctus được Loew miêu tả năm 1847. Loài này phân bố ở vùng Cổ Bắc giới và châu Á.